# Templo de San Miguel Arcángel (Bacoachi)
El templo o parroquia de San Miguel Arcángel es un edificio católico del pueblo de Bacoachi situado en el norte del estado de Sonora, México. Fue construido por el italiano Ignacio Molarja en 1678 como una misión para evangelizar a los militantes del presidio militar que ya se encontraba aquí y había fundado anteriormente el capitán Simón Lazo de la Vega en 1649. El lugar fue misión de visita de las misiones vecina de Arizpe y Chinapa en distintos tiempos. El edificio es catalogado Monumento Histórico por el Instituto Nacional de Antropología e Historia (INAH) para su preservación. La última reconstrucción que tuvo fue en el año de 1952.